# Augusta Hönle
Augusta Hönle (* 4. Februar 1936 in Zwiefaltendorf; † 10. Mai 2024 in Rottweil) war eine deutsche Gymnasiallehrerin und Althistorikerin.

## Leben und Wirken
Augusta Hönle, Tochter eines Landwirts, besuchte das Gymnasium in Riedlingen. Vom Wintersemester 1955/56 bis zum Wintersemester 1957/58 studierte sie an der Universität München Geschichte, Latein und Griechisch. Anschließend wechselte sie an die Universität Tübingen, wo sie im Herbst 1961 die 1. Prüfung für das Lehramt an Gymnasien ablegte. Im Sommer 1964 wurde sie bei Joseph Vogt in Tübingen promoviert. Im Januar 1963 begann sie ihren Vorbereitungsdienst für das höhere Lehramt am Studienseminar Tübingen und legte dort im Juli 1964 die pädagogische Dienstprüfung ab. Ab Januar 1964 war sie zunächst als Referendarin und anschließend als Lehrerin am Albertus-Magnus-Gymnasium (AMG) in Rottweil tätig und betreute zudem die historische Bibliothek der Schule. 1965/66 erhielt sie das Reisestipendium der Kommission für Alte Geschichte und Epigraphik des Deutschen Archäologischen Instituts und war dafür vom Schuldienst beurlaubt.
Insgesamt unterrichtete Hönle 35 Jahre lang Geschichte, Latein und Griechisch am Rottweiler Albertus-Magnus-Gymnasium und schied als Studiendirektorin aus dem aktiven Schuldienst aus. Auch danach blieb sie ihrer Schule verbunden, am Ende ihres Lebens für 60 Jahre. Die forschte zur Geschichte des Gymnasiums, insbesondere in der ersten Hälfte des 20. Jahrhunderts und war Mitglied und zeitweise Vorsitzende des Vereins der Ehemaligen und Freunde des AMG. Wissenschaftlich beschäftigte sie sich mit der Geschichte der antiken Vorgängersiedlung Rottweils, Arae Flaviae und mit dem Gladiatorenwesen. Zu Letzterem steuerte sie auch fachdidaktische Arbeiten bei.

## Veröffentlichungen (Auswahl)
- Olympia in der Politik der griechischen Staatenwelt von 776 bis zum Ende des 5. Jahrhunderts. Rotsch, Bebenhausen 1972, ISBN 3-87674-002-9 (Dissertation).
- mit Anton Henze: Römische Amphitheater und Stadien. Gladiatorenkämpfe und Circusspiele. Atlantis-Verlag, Zürich und Freiburg im Breisgau 1981, ISBN 3-7611-0627-0.
  - Sonderausgabe: Atlantis-Verlag, Luzern und Herrsching 1984, ISBN 3-7611-0627-0.
- Orpheus in Arae Flaviae. Ein Beitrag zur Geschichte von Arae Flaviae (= Kleine Schriften des Stadtarchivs Rottweil. Band 13). Stadtarchiv Rottweil, Rottweil 2005, ISBN 3-928873-29-6.

Diaserie
- Die Gladiatoren (= Klett-Dias = Diareihen römische Antike).  Klett-Schulbuchverlag, Stuttgart 1984, ISBN 3-12-993219-4.